# Tchapaïevka
La Tchapaïevka (en russe : Чапа́евка) ou Motcha (Мо́ча) est une rivière de l'oblast de Samara, en Russie, et un affluent de la rive gauche de la Volga.

## Étymologie
La rivière fut d'abord nommée Motcha — qui est l'homonyme russe du mot urine (моча). En 1925, elle fut renommée Tchapaïevka en l'honneur de Vassili Tchapaïev, un héros communiste de la guerre civile.

## Géographie
Elle prend sa source sur les pentes du Siny Syrt et se jette dans le réservoir de Saratov, près de Novokouïbychevsk, dans l'agglomération de Samara.
Elle est longue de 298 km, draine un bassin versant de 4 310 km2. Son débit est de 2,53 m3/s, mesuré à 179 km de sa confluence avec la Volga.
La Tchapaïevka arrose la ville de Tchapaïevsk.
Elle est navigable sur ses 34 derniers kilomètres. Elle est alimentée par la fonte des neiges et s'assèche dans son cours supérieur. Elle est habituellement gelée de novembre à avril.
Ses principaux affluents sont la Petrouchka, la Vetlianka et la Viazivka.

## Historique
Le 4 mars 2024, le renseignement militaire ukrainien (GUR) affirme avoir endommagé le pont ferroviaire de la rivière Tchapaïevka, situé dans la région russe de Samara, à plus de 750 km de la frontière ukrainienne, qui permettait de transporter du matériel militaire, comme des explosifs produits dans l'usine Polimer de la ville de Tchapaïevsk.